# أسبلاط أزب
أسبلاط أزب (الاسم العلمي:Aspalathus hirta) هو نوع من النباتات يتبع جنس الأسبلاط من الفصيلة البقولية.